# Intel 8085
Intel 8085 je 8-bitni mikroprocesor koje je na tržište uvela tvrtka Intel 1977. godine. Ovaj mikroprocesor bio je bit kompatibilan s poznatijim mikroprocesorom Intel 8080, ali za rad je bio potrebno manje sklopovlja, i s tim je bilo moguće razviti jednostavnija i jeftinija računala i sisteme. Broj "5" u ime modela dolazi od činjenice da za napajanje 8085 potreno je samo jedna žica s +5V, umjesto kompliciranog napajanja +5V,-5V i +12V koje su potrebne za rad mikroprocesora 8080. Oba mikroprocesora koristili su sistemi koji su koristili operacijski sustav CP/M, dok se 8085 koristio kao mikrokontroler, zbog manje potrebe za podržavajuće sklopovlje. Oba mikroprocesora prevazišao je Zilog Z80, koje je kasnije posatala najpopularnija osnovica za računala s CP/M-om, te u mnogim kućnim računalima tokom 1980-tim.

## Arhitektura
- Tehnika: 3μm nMOS, kasnije HMOS
- Broj tranzistora: 6.500
- Takt: 3, 5 ili 6 Mhz
- Kućište: 40 iglični DIP
- Širina podatkovne sabirnice: 8-bita
- Širina memorijske sabirnice: 16-bita (moguće je adresirati 65536 memorijskih lokacija, odnosno 64 KB)
- Generator sata
- Podrška za sporije memorije kao DRAM
- Podrška za DMA
- Prekidi (interrupt):
  - Maskirajući prekidi: 3 (RST 7.5, RST 6.5 i RST 5.5)
  - Nemaskirajući prekidi: 1 (TRAP)
  - Vanjski prekidi: 1 (INTR)
- Registri
  - A,B,C,D,E,H,L (8-bitni), ili 16-bitni registarski parovi: BC, DE, i HL
  - Registar A je akumulator
- Stogovni registar: 16-bita
- Broj nardebi: